# Seenotrettungsstation Bremerhaven
Die Seenotrettungsstation Bremerhaven befindet sich im 2007 eingeweihten Lotsenhaus Am Alten Vorhafen an der Mündung der Geeste mit direktem Zugang zur tideabhängigen Weser. Betreiber der Station ist die Deutsche Gesellschaft zur Rettung Schiffbrüchiger (DGzRS), die dort zur Seenotrettung einen Seenotrettungskreuzer (SK) stationiert hat. 

## Einsatzgebiet
Die Zuständigkeit der Seenotretter ist der Mündungstrichter der Weser und reicht von Bremerhaven bis weit hinein in die Nordsee. Das Revier ist geprägt durch die Großschifffahrt mit Containerschiffen, denn der Umschlag von Seefracht mittels Container am Container-Terminal Bremerhaven ist die dominierende Wirtschaftskraft. Trotz Lotsenpflicht und Überwachung durch die Verkehrszentrale in Wilhelmshaven kann es gefährliche Begegnungen mit der Freizeitschifffahrt geben. Zudem können die üblichen sonstigen Seenot-Situationen und medizinischen Notfällen sowie Personenbergungen auf See auftreten.
Bei größeren Einsätzen im Revier erfolgt die Unterstützung der Boote von den Nachbarstationen:
- Kreuzer der Seenotrettungsstation Hooksiel
- Boot der Seenotrettungsstation Fedderwardersiel
- Kreuzer der Seenotrettungsstation Cuxhaven

## Aktuelle Rettungseinheit
Seit Juli 1996 liegt vor der Lotsenstation Bremerhaven an einem Ponton die HERMANN RUDOLF MEYER. Namensgeber ist ein Bremer Verleger und Förderer der DGzRS. Das Schiff ist der erste Neubau der neu konzipierten 23-Meter-Klasse mit einem vollständig geschlossenen Decksaufbau und einem Deltarumpf. Das Tochterboot trägt den Namen CHRISTIAN. Insgesamt hat die Gesellschaft vier dieser Kreuzer in Dienst gestellt.

## Geschichte

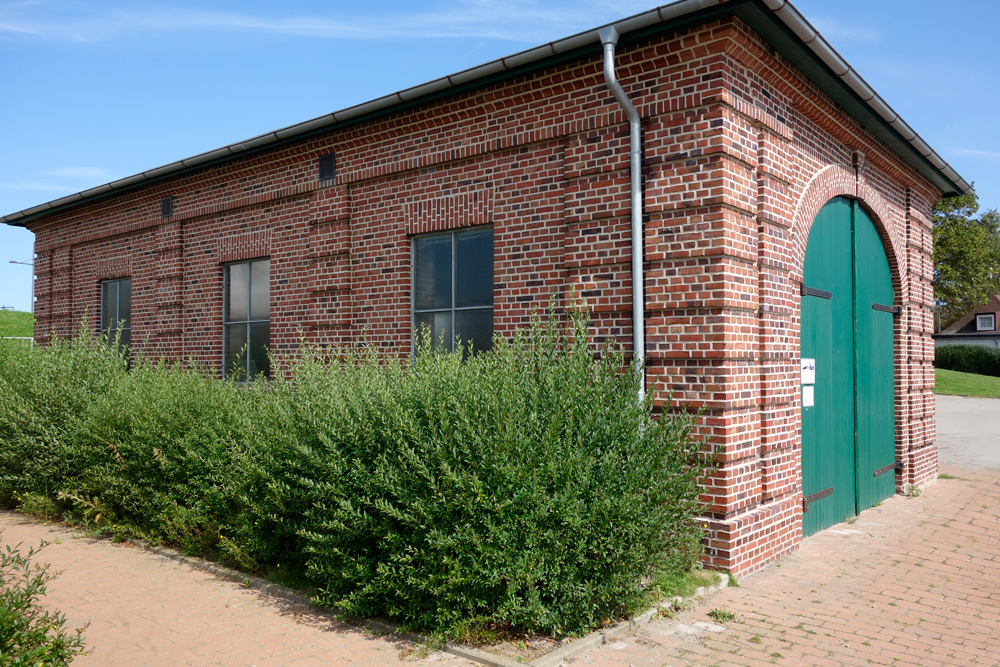
Bootsschuppen von 1917 am Alten Vorhafen

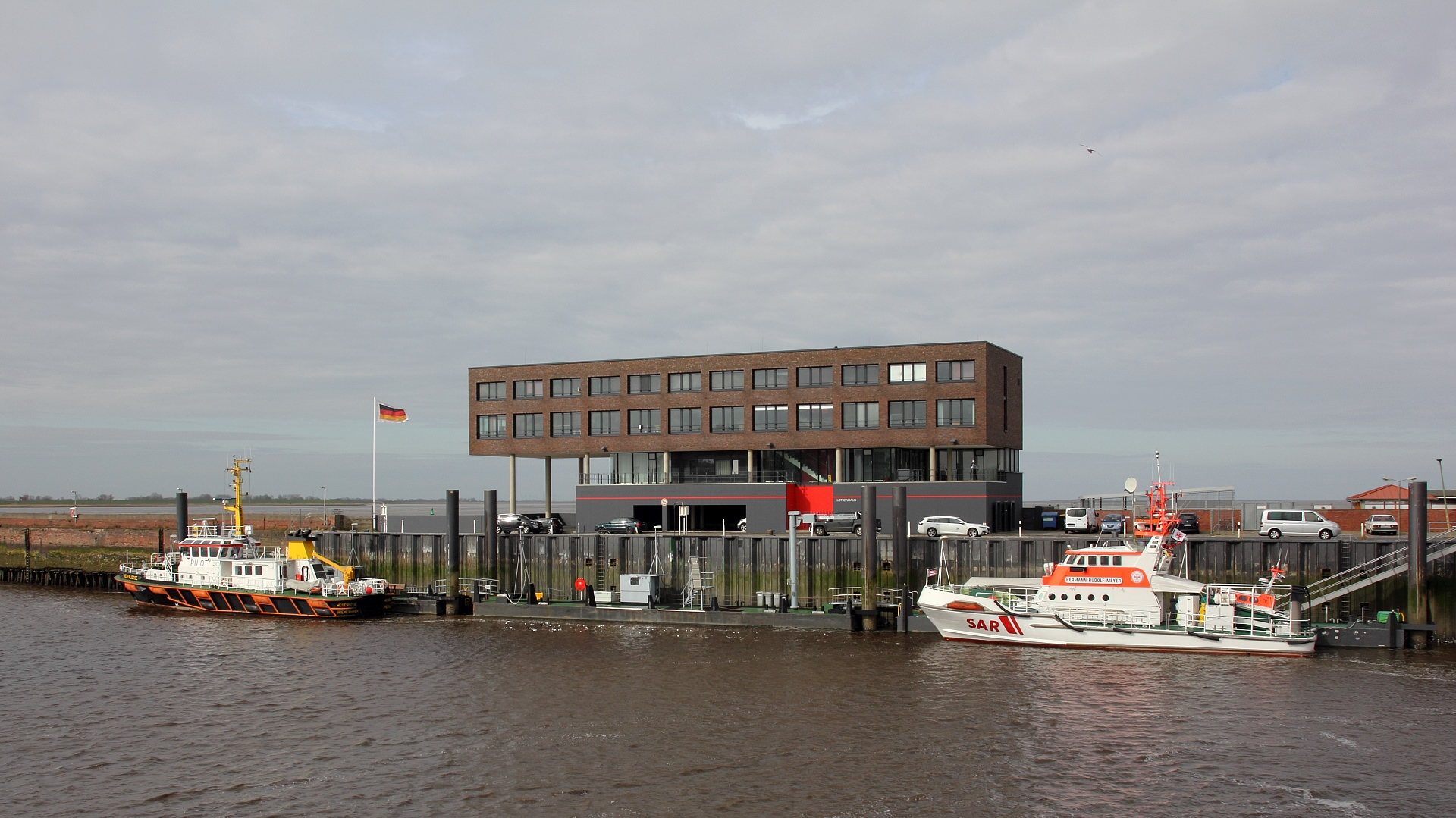
Lotsenhaus mit der DGzRS-Station Bremerhaven. Davor die Liegeplätze der Lotsenversetzer und des Rettungskreuzers.

Am 16. April 1863 wurde der Bremische Verein zur Rettung Schiffbrüchiger gegründet. Die erste Station in Bremerhaven erhielt dazu 1864 einen Rettungsschuppen mit einem hölzernen Ruderrettungsboot. Mit Gründung der DGzRS ging der Bremer Verein als Ortsverein in der Gesellschaft auf. Nachdem der Bremer Staat 1897 ein Grundstück oberhalb der Geestebrücke der DGzRS überlassen hatte, wurde die Station dorthin verlegt. 1917 wurde der Bootsschuppen der DGzRS. Am Alten Vorhafen gebaut und 1947 umgebaut.
Seit 1933 fuhren von Bremerhaven aus Motorrettungsboote (MRB) zum Einsatz in die Wesermündung. Während der Kriegszeit lag zeitweise das MRB WESER (II) auf Außenposition am Leuchtturm Hohe Weg, um schneller vor Ort des Unglücksfalls zu gelangen. 
Die Station war Einsatzort des ersten Seenotkreuzers der DGzRS, dem Versuchskreuzer BREMEN (III), dem ehemaligen Motorrettungsboot KONSUL KLEYENSTÜBER. Mit ihm konnte nachgewiesen werden, dass das neue Konzept eines „Motorrettungsboots mit Tochterboot“ tragfähig war. Ab 1960 sind Seenotrettungskreuzer in Bremerhaven stationiert, die in der folgenden Liste nach Stationierungszeit enthalten sind.

## Stationierte Rettungseinheiten
| Stationierung von Motorrettungsbooten    |                          |          |                   |                            |         |                       |                              |
| Zeitraum                                 | Schiffsname              | Reg.-Nr. | Länge oder Klasse | Anz. Motoren ges. Leistung | Geschw. | vorige Station        | Verlegung nach oder Verbleib |
| 1933 → 1943                              | DR. JOHANNES RÖSING      | KRD 421  | 8,75 Meter        | 1 → 20 PS                  | 7,0 kn  | von Fedderwardersiel  | → Travemünde                 |
| 1941 → 1944                              | WESER (I)                | KRD 440  | 15,00 Meter       | 1 → 150 PS                 | 10,0 kn | Neubau                | → Kriegseinsatz              |
| 1944 → 1953                              | WESER (II)               | KRB 209  | 14-m-Serie        | 1 → 150 PS                 | 8,5 kn  | Neubau                | → Burgstaaken                |
| 1949 → 1960                              | LOTSENKOMMANDEUR LEPPERT | KRD 434  | 8,50 Meter        | 1 → 36 PS                  | 7,5 kn  | von Munkmarsch (Sylt) | → Maasholm                   |
| Stationierung von Seenotrettungskreuzern |                          |          |                   |                            |         |                       |                              |
| 1953 → 1960                              | BREMEN (III)             | KRD 424  | 16,17 Meter       | 2 → 125 PS                 | 10,0 kn | Werft-Umbau           | → Hörnum                     |
| 1960 → 1985                              | H. H. MEIER              | KRS 4    | 23,2-Meter-Klasse | 3 → 1.750 PS               | 20 kn   | Neubau                | → Springer                   |
| 1985 bis 1996                            | VORMANN LEISS            | KRS 17   | 23,3-Meter-Klasse | 2 → 1.944 PS               | 20 kn   | Neubau                | → Nordstrand                 |
| seit 1996                                | HERMANN RUDOLF MEYER     | SK 25    | 23-Meter-Klasse   | 2 → 2.700 PS               | 23 kn   | Neubau                | auf Station                  |

Quellen: 

## Galerie der eingesetzten Einheiten

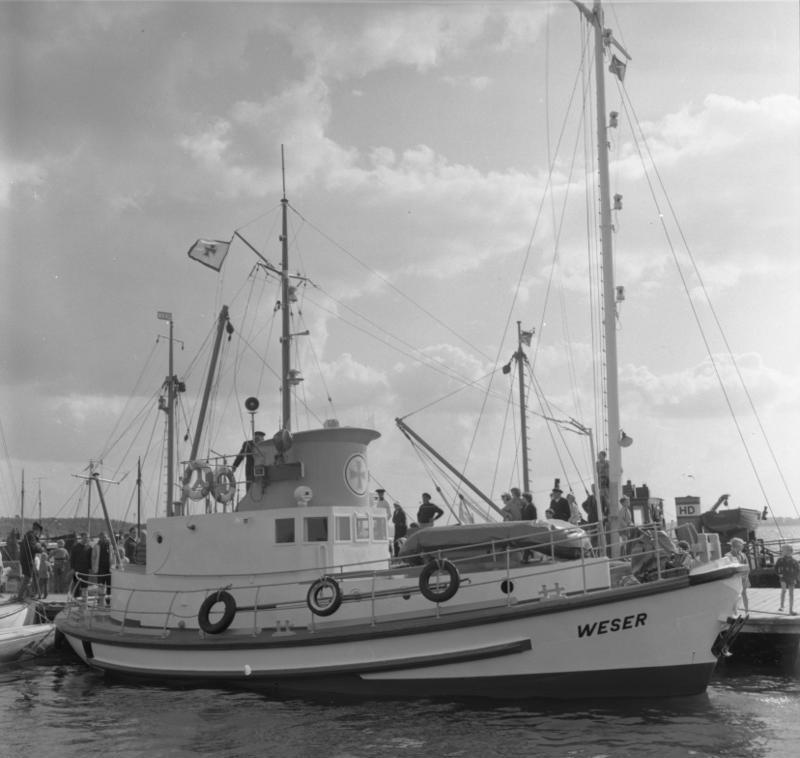
MRB WESER (II)
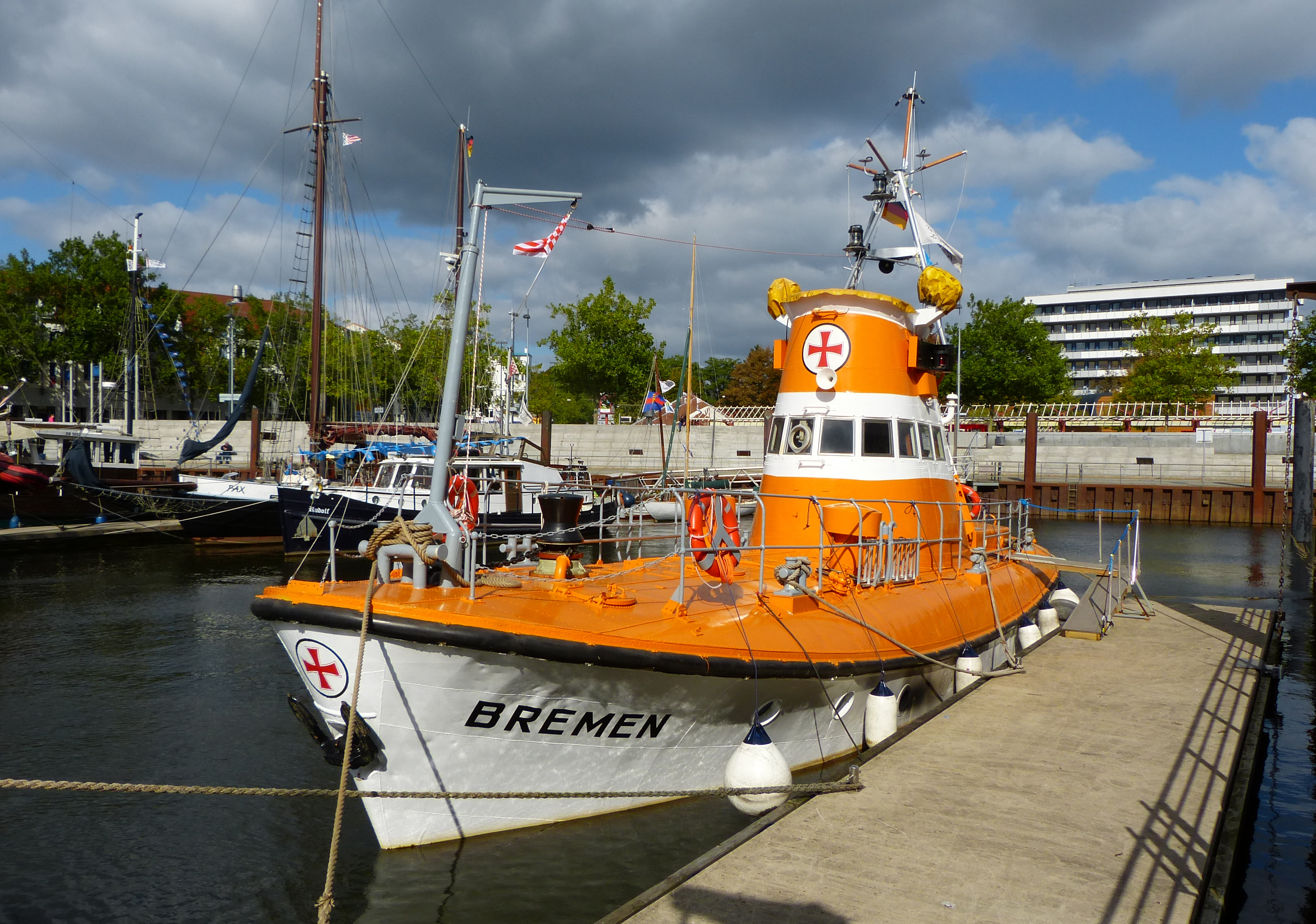
Versuchskreuzer BREMEN (III)
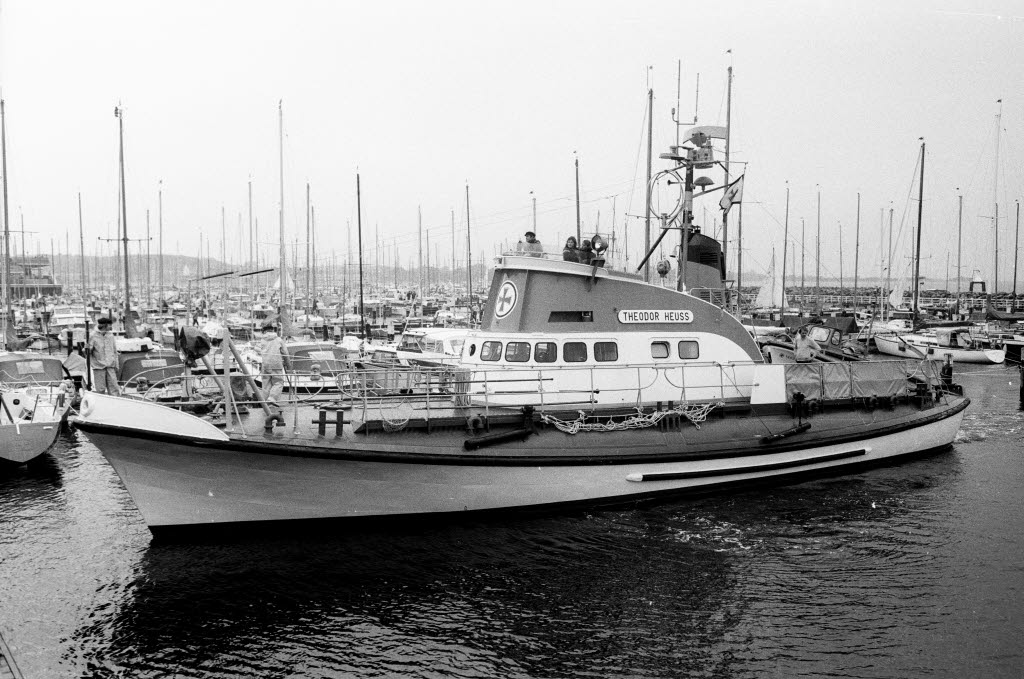
Typbild H. H. MEIER
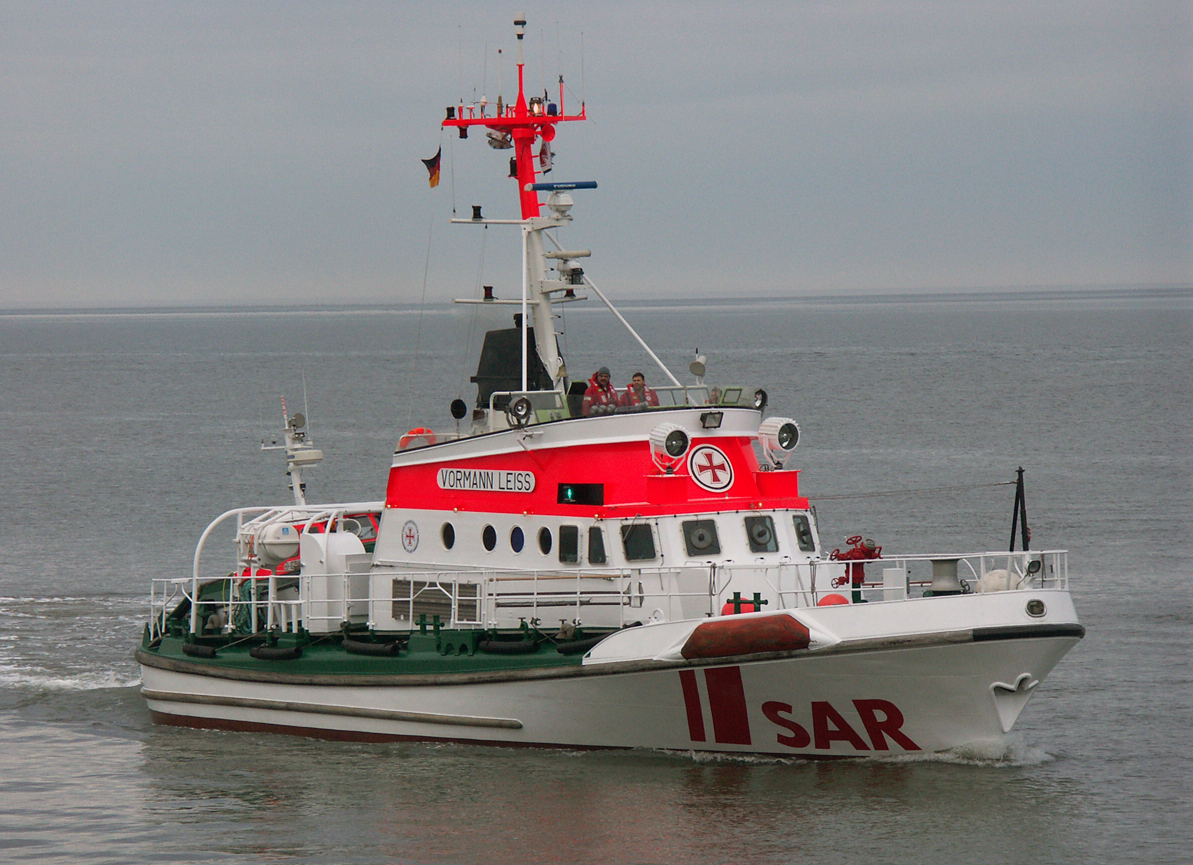
VORMANN LEISS
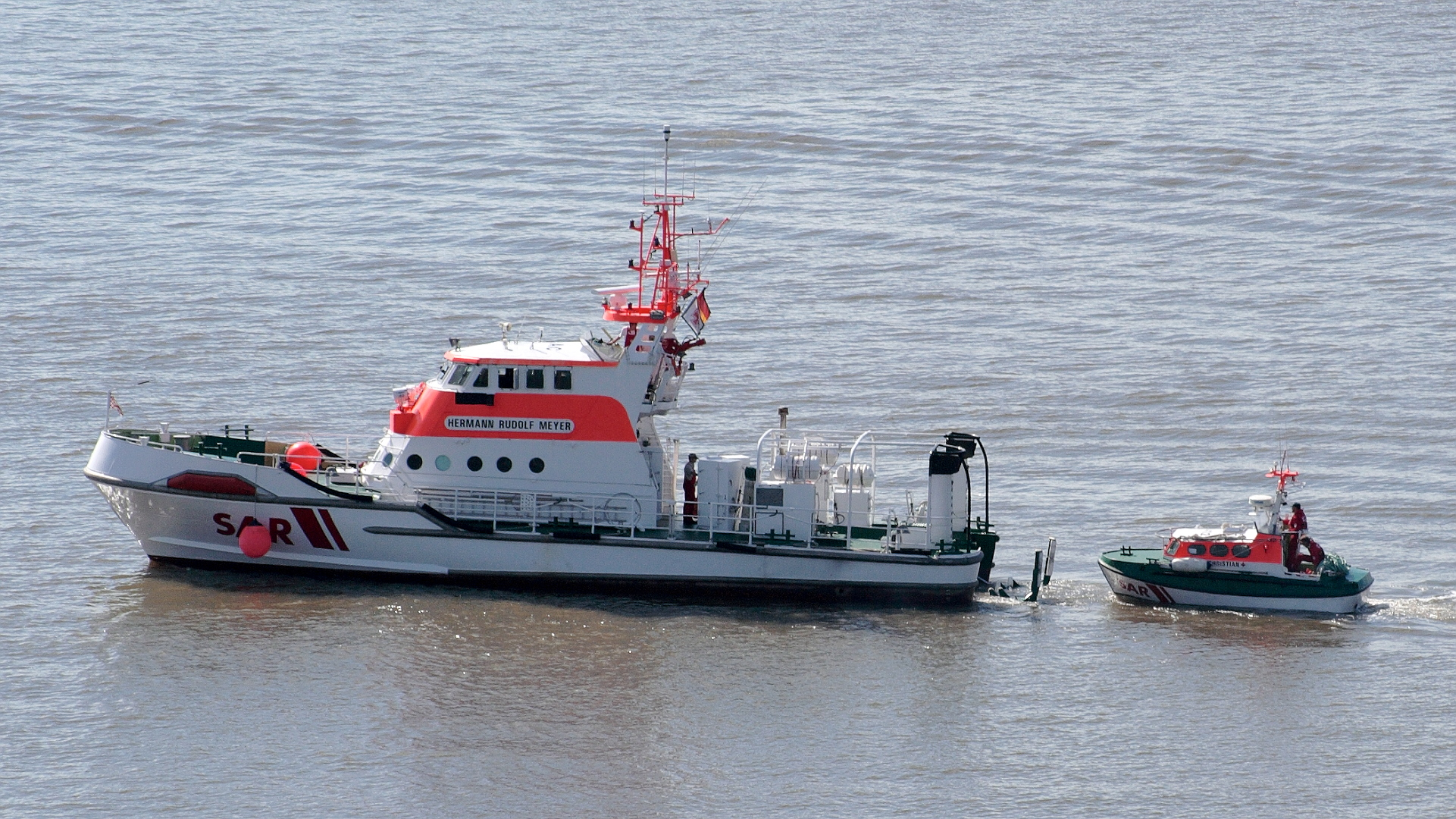
HERMANN RUDOLF MEYER mit Tochterboot CHRISTIAN

## Historische Stationen in der Umgebung
In der Umgebung von Bremerhaven existierten früher zwei weitere Rettungsstationen beim Bezirksverein „Hannoverische Unterweser“ der DGzRS. 18 Kilometer nördlich lag die Station Wremertief (⊙) an der Mündung der Wremer Wasserlöse mit dem kleinen Fischereihafen von Wremen. Die zweite Station Dorumertief war neun Kilometer weiter an der Mündung der Dorumer Wasserlöse mit dem kleinen Hafen in Dorum-Neufeld (⊙). Beide Stationen wurden nach dem Zweiten Weltkrieg aufgelöst. Vor Neufeld steht im Watt der ehemalige Leuchtturm Obereversand, der bis 1994 am Wurster Arm stand und als Rettungsbake für gestrandete Schiffbrüchige diente.